# The Return of the Living Dead
The Return of the Living Dead (Vlaamse titel: De terugkeer van de levende doden) is een Amerikaanse horrorkomedie uit 1985 die werd geschreven en geregisseerd door Dan O'Bannon. De hoofdrollen werden vertolkt door Clu Gulager, James Karen, Don Calfa, Thom Mathews, Beverly Randolph en Linnea Quigley.

## Verhaal
Het verhaal speelt zich af in en rondom Uneeda Medical Supply, een plaatselijke opslagruimte voor lijken van mensen en dieren bedoeld om wetenschappelijk onderzoek uit te voeren. De verantwoordelijke Frank licht zijn nieuwe bediende Freddy in over het reilen en zeilen van het bedrijf. Frank probeert de jonge Freddy al spelenderwijs schrik aan te jagen door hem op de hoogte te brengen van een geheim experiment, uitgevoerd door het leger, waarbij zombies werden gecreëerd met behulp van een chemisch gas. Toen de legerleiding controle verloor over dit experiment werden alle zombies verzegeld in tanks maar abusievelijk werd één vat geleverd aan Uneeda Medical Supply. Dat vat staat al jaren weggestopt in de kelders van het bedrijf. Wanneer Frank en Freddy een kijkje gaan nemen loopt het mis. Het gas kan ontsnappen uit de tank en alle dode wezens in de opslagruimte die in contact komen met dit gas komen tot leven inclusief één mens. Deze zombie gedraagt zich uiterst agressief en blijkt maar op één ding uit te zijn: het eten van levende hersenen.
Het blijkt niet zo eenvoudig te zijn om een levende dode te doden en de hulp van Burt, de uitbater van de opslagruimte, wordt erbij geroepen. Deze ziet maar één oplossing en dat is het verbranden van de zombie tot er niets meer overblijft dan as. Freddie, de lijkschouwer die in het nabijgelegen mortuarium werkt, wordt gevraagd dit zaakje te klaren in zijn crematorium. De rookpluim die ontstaat bij het verbranden van die zombie bevat echter nog steeds dit gas dat de doden tot leven kan wekken en het nabijgelegen kerkhof wordt al snel omgetoverd tot een leger van zombies.
Een aantal vrienden van Freddy, die zijn komen opdagen om hem mee uit te nemen na de werkuren, zijn de eerste slachtoffers van de levende doden. Hulpdiensten worden opgeroepen maar deze kunnen het niet winnen van de zombies. Wanneer alles volledig in het honderd begint te lopen wordt de hulp van het leger gevraagd. De legertop die dit alles al van in het begin in de doofpot wilde steken en die maar al te goed beseft dat deze wezens niet te stoppen zijn, ziet geen betere oplossing dan het hele dorp te bombarderen.
Al de protagonisten vinden aldus de dood en de rookpluim die ontstaat na het bombardement trekt met de wind mee naar andere oorden, naar andere kerkhoven. Aldus begint het probleem opnieuw maar op een nog grotere schaal.

## Rolverdeling
| Acteur              | Personage                   | Opmerkingen                        |
| ------------------- | --------------------------- | ---------------------------------- |
| Clu Gulager         | Burt Wilson                 |                                    |
| James Karen         | Frank                       |                                    |
| Don Calfa           | Ernst "Ernie" Kaltenbrunner |                                    |
| Thom Mathews        | Freddy                      |                                    |
| Miguel A. Núñez jr. | Spider                      |                                    |
| Beverly Randolph    | Tina                        |                                    |
| Jewel Shepard       | Casey                       |                                    |
| John Philbin        | Chuck                       |                                    |
| Brian Peck          | Scuz                        |                                    |
| Linnea Quigley      | Trash                       |                                    |
| Mark Venturini      | Suicide                     |                                    |
| Jonathan Terry      | Kolonel Horace Glover       |                                    |
| Allan Trautman      | Teerzombie                  | op aftiteling vermeld als "Tarman" |

## Achtergrond

### Productie
De film is gebaseerd op een roman van John Russo. Russo en George A. Romero waren samen verantwoordelijk voor de film Night of the Living Dead uit 1968. Toen de twee hun eigen weg gingen, behield Russo de filmrechten op alle titels met Living Dead erin, terwijl Romero zijn eigen serie mocht maken die begon met Dawn of the Dead. Russo en producer Tom Fox maakten plannen om van Return of the Living Dead een 3D-film te maken. Dan O'Bannon werd erbij gehaald om het script te schrijven. Hij accepteerde ook het regiewerk.
O'Bannons script week sterk af van de eerdere film van Romero. De film was meer gericht op het komische element dan op horror.

### Soundtrack
Aan de soundtrack werkten enkele bekende deathrock- en punkrockbands mee.
1. "Surfin' Dead" door The Cramps
2. "Partytime (Zombie Version)" door 45 Grave
3. "Nothing for You" door T.S.O.L.
4. "Eyes Without a Face" door The Flesh Eaters
5. "Burn the Flames" door Roky Erickson
6. "Dead Beat Dance" door The Damned
7. "Take a Walk" door Tall Boys
8. "Love Under Will" door Jet Black Berries
9. "Tonight (We'll Make Love Until We Die)" door SSQ
10. "Trash's Theme" door SSQ

## Prijzen en nominaties
In 1986 werd The Return of the Living Dead genomineerd voor vier Saturn Awards, maar won er geen:
- Beste acteur (James Karen)
- Beste regisseur (Dan O'Bannon)
- Beste horrorfilm
- Beste make-up (William Munns)